# Rozivka, Bârzula
Rozivka (în ucraineană Розівка) este un sat în comuna Ocna din raionul Bârzula, regiunea Odesa, Ucraina.

## Demografie
Componența lingvistică a localității Rozivka
     Română (53,33%)
     Ucraineană (43,33%)
     Rusă (3,33%)
Conform recensământului din 2001, majoritatea populației localității Rozivka era vorbitoare de română (53,33%), existând în minoritate și vorbitori de ucraineană (43,33%) și rusă (3,33%).

## Vezi și
- Românii de la est de Nistru